# Plauditus gloveri
Plauditus gloveri är en dagsländeart som beskrevs av Mccafferty och Waltz 1998. Plauditus gloveri ingår i släktet Plauditus och familjen ådagsländor. Inga underarter finns listade i Catalogue of Life.